# Piet Kantebeen
Pieter (Piet) Kantebeen (Rijpwetering, 28 augustus 1913 – Leiden, 17 augustus 2001) was voetballer bij Feijenoord en UVS waar hij ook trainer was.

## Loopbaan

### Voetballer
Kantebeen speelde voor het eerste elftal van Feyenoord als spits en later als middenvoor tussen 1935 en 1939. Kantebeen speelde 78 competitiewedstrijden voor Feyenoord en maakte hierin 49 goals. In deze korte periode werd Feyenoord drie keer afdelingskampioen.
Hij was een van de 12 Feyenoordspelers die op 27 maart 1937 met een vriendschappelijke wedstrijd met het Belgische Beerschot het nieuwe stadion De Kuip inwijdde. Gadegeslagen door voor 37.825 toeschouwers werd het 5–2 voor Feyenoord in de stromende regen.
Kantebeen werd op 14-jarige leeftijd lid van UVS. Drie jaar later speelde hij al in het eerste elftal. Na zijn periode bij Feyenoord keerde hij terug op het oude nest.

### Trainer
In 1947 werd Piet Kantebeen trainer van de Leidse voetbalvereniging UVS. Die functie bekleedde hij uiteindelijk 23 jaar lang, tot en met 1971. In 1961 verliet hij UVS om aan de slag te gaan bij LV Roodenburg. Maar na een jaar was hij alweer terug bij 'zijn' UVS. 
Nadat hij was gestopt als trainer werd hij vicevoorzitter van de Technische Commissie van het district West II. Hij was onder meer scout.

## Persoonlijk
Kantebeen is een oom van tafeltennistrainer Frits Kantebeen. 
In de zomermaanden speelde Piet Kantebeen jaarlijks cricket eerst bij LCC en later bij Ajax (L) in Leiden. Hij is op 3 mei 1939 getrouwd met Margaretha Vermont. 
Hij is op 87-jarige leeftijd overleden. Hij verbleef in verpleeghuis Zuydtwyck in Leiden. De crematie vond plaats op 23 augustus 2001 in crematorium Rhijnhof in Leiden.